# Литература Австрии
Австрийская литература (нем. Österreichische Literatur) — составная часть культуры Австрии. Литература Австрии включает в себя художественные произведения, созданные преимущественно на немецком языке австрийскими писателями. Национальные особенности австрийской литературы обусловлены процессом исторического и культурного развития Австрии. На протяжении длительного времени, в процессе взаимодействия с культурами окружающих славянских, романских и венгерского народов, происходило выделение собственно австрийской литературы из литературы на немецком языке в целом.

## Средневековая литература
«Краткая литературная энциклопедия» относит время возникновения австрийской литературы к XI—XII веку, когда литературные произведения на латыни создавались в монастырях. Так, в 1070 году библейская история сотворения мира была литературно обработана каноником одного из австрийских монастырей. Духовные стихи «Жизнь Христа», «Антихрист», «Страшный суд» на рубеже веков создавала госпожа монахиня фрау Ава. Примерно к 1160 году относятся сатирические стихи «О жизни духовенства» и «Напоминание о смерти», созданные монахом Генрихом Мелькским.

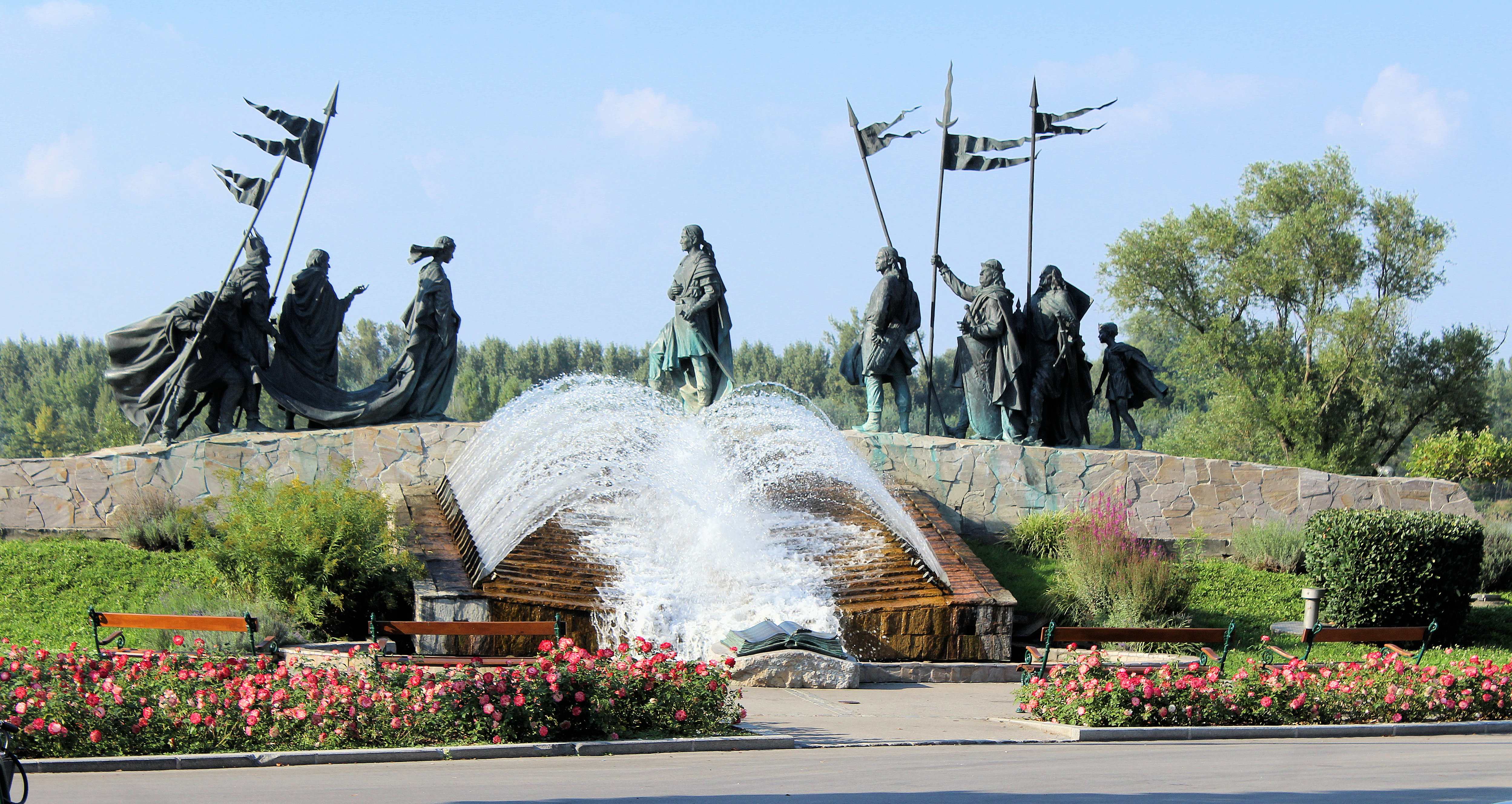
На территории Австрии разворачивается значительная часть «Песни о Нибелунгах»

В XII—XIII веках на территории Австрии возникают памятники немецкого эпоса — «Песнь о Нибелунгах», «Кудрун», «Дитрих Бернский», а в XII—XIII веках происходит превращение Вены в центр рыцарской придворной поэзии и миннезанга, эпоха которых там была дольше, чем в других регионах. В эти годы в Австрии пишут свои произведения такие авторы как фон Кюренберг, Дитмар фон Айст (середина XII века), Рейнмар фон Хагенау (конец XII — начало XIII в.), в чьих работах рыцарский культ Прекрасной дамы облачён в народные песенные формы; напротив, творчество Нейдхарта фон Ройенталя посвящено описанию жизни крестьян, но при этом имеет форму придворной поэзии. Девушка из народа воспевается также в произведениях Вальтера фон дер Фогельвейде. Более изысканно-придворным было творчество Ульриха фон Лихтенштейна — автора романа рыцарского романа «Служение даме» (1255) и сборника песен «Книга дамы» (1257). Жанр рыцарского романа в целом получил меньшее распространение в Австрии, но там были созданы романы Генриха фон дем Тюрлина «Плащ» и «Корона», использующие мотивы Артурианы, и роман Генриха фон Фрейберга, представлявший собой продолжение неоконченного романа «Тристан» Готфрида Страсбургского. «Вильгельм из Австрии» Иоганна фон Вюрцбурга (1314) по жанру представляет собой любовно-авантюрный роман. В рамках борьбы за австрийский престол делает первые шаги австрийская историография: ранние исторические хроники датируются уже серединой XIII («Княжеская книга Австрии») и XIV веком («Австрийская хроника» в стихах, «Хроника 95 господ»).
Вальтер фон дер Фогельвейде работал также в жанре политической сатиры — его шпрухи обличали папство. Однако большее распространение получила бюргерская сатирическая литература, одними из первых произведений которой стали в XIII веке шванки Штрикера «Поп Амис», главный герой которых — плут и пройдоха, несмотря на духовное звание. Продолжением этой традиции стали в начале следующего века шванки о попе Каленберге (собраны венским бюрером Филиппом Франкфуртером). На территории Австрии в XIII веке создавались басни, сатирические и бытописательские стихи Вернера Садовника. В XIV веке в баснях и шпрухах Генриха Тейхнера высмеиваются аристократия и рыцарство, в то время как жизнь простонародья показана с симпатией и сочувствием.
В конце XIII века в Австрии происходит разделение светского и духовного театра, когда в городах начинается независимая от богослужения постановка сцен вначале библейского, а затем и бытового содержания. В следующем веке популярной становится стихотворная комедия, героем которой выступает поэт Нейдхарт, а в XV веке — анонимные комедии «О злых женах» и «Аристотель». Из авторских произведений этого периода «Краткая литературная энциклопедия» выделяет драматический диалог Иоганна из Жатца «Пахарь и смерть».

## Литература Возрождения и барокко
Гуманизм эпохи Возрождения проникает в Австрию из Италии в конце XIV века. Его центром в Австрии стал кружок учёных и поэтов в Венском университете, главой которого был Конрад Цельтис. Среди интересов австрийских гуманистов были изучение латыни и постановка произведений античных авторов, запись памятников народного эпоса, но сочинялись и оригинальные произведения, в то время ещё на латыни. Среди произведений эпохи Ренессанса в Австрии были «Представление о Диане» Цельтиса и пьесы Бенедикта Хелидониуса, «Похвальное слово Вене» Вольфганга Шмельцля, поэзия Кристофа фон Шалленберга, подражавшая творчеству Петрарки.

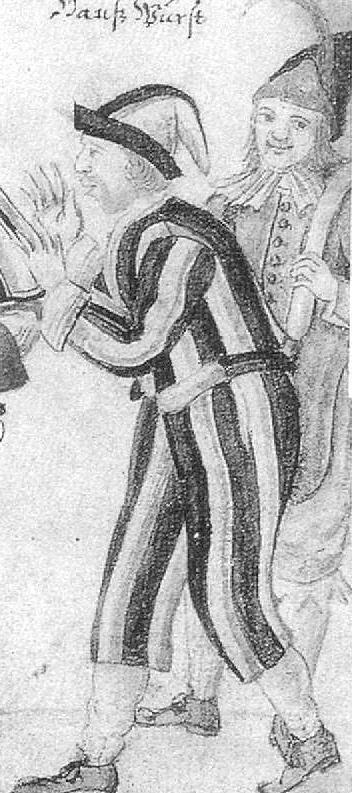
Гансвурст из Кёнгена, изображение начала XVIII века

Концом XVI—XVII веком датирует рождение собственно австрийской литературы Ю. И. Архипов в «Литературном энциклопедическом словаре». Согласно ему, до этого времени можно говорить только о местном колорите, аналогично колориту баварскому, прусскому или северо-немецкому. В особенности самобытной стала австрийская культура барокко, формировавшаяся в синтезе католицизма и просветительского рационализма. Орден иезуитов, игравший ключевую роль в жизни страны, открывал при школах «орденские театры», ученики иезуитских школ и студенты ставили многочисленные духовные пьесы, преимущественно на латинском языке; одним из родоначальников школьной драмы стал Николай Авацинус, автор поставленной в 1659 году пьесы «Pietas Victrix» («Побеждающее благочестие») о воцарении Габсбургов. Габсбурги и католицизм прославляются и в других произведениях этого периода, от героического эпоса до учёной латинской поэзии. Просветительский характер носили «Очерки о Московии» Сигизмунда фон Герберштейна.
Если при дворе Габсбургов в XVII веке господствовало барокко, в народе по-прежнему пользовалась популярностью литература более приземлённого характера. Широкую известность в конце XVII века приобрёл проповедник и писатель-сатирик Абрахам а Санта-Клара (Ульрих Мегерле), чьи произведения в иносказательной форме обличали аристократию и венский двор. В народном театре предпринимались попытки совмещения «высоких» религиозных сюжетов и бытовых сцен. Значительным был вклад в развитие театра Йозефа-Антона Страницкого, вводившего в свои комедии образ Гансвурста — аналог Арлекина из итальянской комедии дель арте, приобретший национальный колорит. Влияние Страницкого на развитие австрийского театра ощущалось вплоть до XIX века. XVII веком датируются «Влюблённый австриец» и другие романы Иоганна Беера.

## Литература эпохи Просвещения
Ко второй половине XVIII века взгляды просвещённого абсолютизма дали в Австрии толчок возникновению так называемой «австрийской идеи», противопоставляемой немецкой «готической» идее. Австрийские просветители декларируют приверженность поискам истины в реальном мире и примирению противоречий; к этой школе принадлежат работы драматурга Филиппа Хафнера и поэта Алоиса Блумауэра. Хафнер известен как автор юмористических стихов («Все военные стихи», «Шутливые и серьезные песни») и пьес («Мегера, ужасная ведьма», «Бюргерша», «Новый бурлеск»), а также острых сатирических произведений («Песни Гансвурста, или, по-китайски, Ничего более глупого не может присниться»). Его влияние как создателя венской народной драмы испытывала австрийская драматургия XIX века. Среди произведений Блумауэра — написанная в духе Вольтера пародия на «Энеиду». Идеи Просвещения нашли отражение в творчестве австрийских сатириков — Йозефа Рихтера (1749—1813), Иоганна Пецля (1756—1823). Популярны были сатирические произведения Пауля Вайдмана (1744—1810) — «Фабрикант», «Война попов», «Битвы монашек». Эти идеи в Австрии, однако, оказались лишены революционного характера. Уже в 1880-е годы «французская» ориентация австрийского двора сменилась «немецкой», а войны с революционной Францией привели к усилению в стране монархических и националистических взглядов.
Наряду с творчеством Хафнера в австрийском театре этого периода центральную роль играл также классицизм, апологетом которого был в частности автор работ «Человек без предрассудка» и «Письма о венской сцене», инициатор открытия в Вене «Бургтеатра» Йозеф фон Зонненфельс. Традиции сентиментализма в австрийской литературе представлены творчеством прозаика Иоганна Фриделя (романы «Элеонора, истинная история в письмах» и «Карл и Клерхен») и поэта Михаэля Дениса.

## XIX век: романтизм и бидермейер

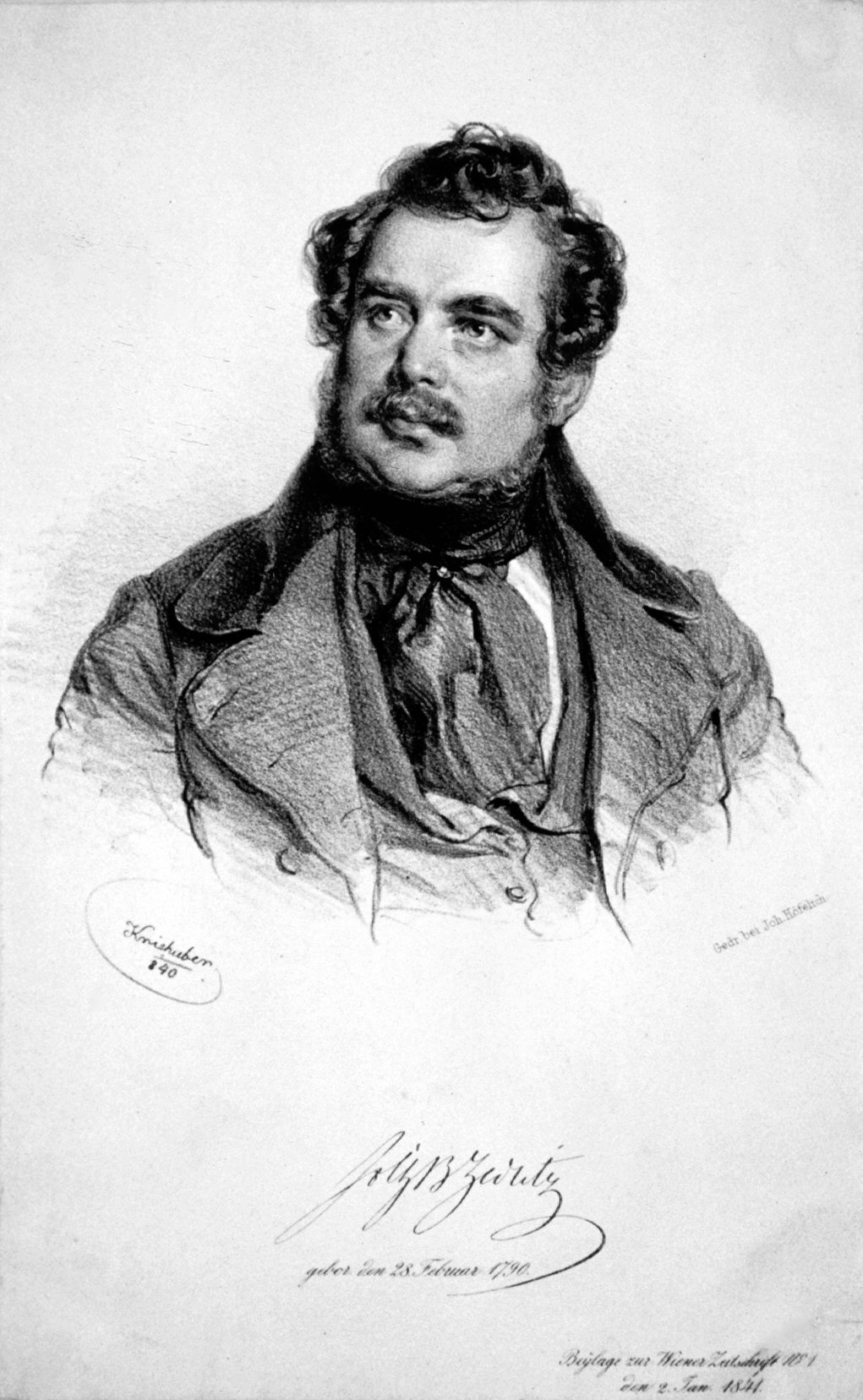
Йозеф Кристиан фон Цедлиц

Французская революция дала толчок развитию романтизма в странах Европы; не стала исключением и противостоявшая революционной и наполеоновской Франции Австрийская империя. В патриотических кругах получает развитие литературное направление, воспевающее героическое прошлое страны. Историк Йозеф фон Хормайр, издавший в 1807 году сборник национальных биографий «Австрийский Плутарх», призвал писателей-соотечественников в своих произведениях обращаться к сюжетам австрийской истории. В этом русле были написаны романы и драмы Каролины Пихлер «Графы фон Гоэнберг», «Рудольф Габсбургский», «Осада Вены в 1683». Заметную роль в австрийском романтизме занимало творчество Й. К. фон Цедлица, в чьих произведениях идеализируется средневековое рыцарство и создаётся культ сильной личности (его баллады о Наполеоне «Ночной смотр» и «Воздушный корабль» вдохновили соответственно В. А. Жуковского и М. Ю. Лермонтова). В духе романтического народничества сочинял «отец австрийской баллады», автор сборника «Австрийский волшебный рог» (1834) Иоганн Непомук Фогль.
Национальная самобытность австрийского романтизма проявилась в произведениях классика австрийской литературы Франца Грильпарцера. Они по сути уже представляют собой синтез собственно романтизма, веймарского классицизма и реалистической манеры бидермейера, который «Литературный энциклопедический словарь» называет «камерным» реализмом. Грильпарцер часто вкладывает романтические идеи в классицистическую форму, он яростно выступает против наступления «царства чистогана», из-за которого гибнут его одержимые жаждой наживы и славы герои. Ярким представителем новой австрийской драматургии стал Фердинанд Раймунд, вводивший элементы социальной критики в традиционную австрийскую сценическую сказку. В своих произведениях («Девушка из мира фей, или Крестьянин-миллионер», «Альпийский король, или Враг человечества») он, как и Грильпарцер, выступает против власти денег и влияния большого города.

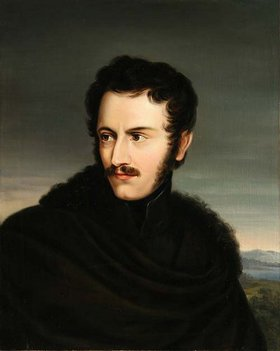
Николаус Ленау

На фоне политической реакции в «Серебряном кафе» в Вене сформировался кружок либерально настроенных литераторов, лидером которого был драматург Эдуард Бауэрнфельд. Сам Бауэрнфельд писал социальные комедии, его соратник по кружку Анастасий Грюн в своих стихах (в том числе в сборнике «Прогулки венского поэта») высказывал требования буржуазных реформ. Наиболее значительным писателем из членов кружка стал Николаус Ленау, к концу 1820-х годов переросший рамки клопштоковского классицизма, выработав собственный уникальный стиль. В произведениях Ленау звучит антикатолическая критика («Савонарола»), от индивидуального романтического бунта («Фауст», 1836) он приходит к более общим революционным идеям, прозвучавшим в поэмах «Ян Жижка» и «Альбигойцы». Ленау первым из австрийских поэтов ввёл в свои произведения венгерские народные мотивы.
Всемирно известным представителем бидермейера стал драматург Иоганн Нестрой. Опираясь на традиции народного театра и классической австрийской комедии, Нестрой создавал остросатирические комедии («Злой дух Лумпацивагабундус», «В подвале и в первом этаже», «Свобода в Медвежьем углу»), в которых звучала венская народная речь. Рамки бидермейера в середине века перерастает творчество Адальберта Штифтера, ставшего одним из первых представителей критического реализма в австрийской литературе. Штифтер, не позволяя себе широких социальных обобщений, в своём цикле рассказов «Цветные камни» (1853) и романе «Бабье лето» (1857) в то же время даёт трезвую, критическую картину реальности буржуазной Австрии, от бесчеловечности которой ищет спасения в любви к природе.

## Литература конца XIX и XX века
Реализм и даже натурализм характеризуют творчество мастеров австрийской новеллы Фердинанда фон Заара и Марии фон Эбнер-Эшенбах, Леопольда Захер-Мазоха и Петера Розеггера. Розеггер свои рассказы о штирийском крестьянстве насыщает местным колоритом, одновременно выступая против городского влияния. Традиции натурализма на рубеже веков развивает Берта фон Зутнер с антивоенным романом «Долой оружие». Ярким представителем реализма становится Людвиг Анценгрубер. Его драмы из жизни мещанства и крестьянства («Священник из Кирхфельда», «Крестьянин-клятвопреступник», «Четвертая заповедь») и роман «Пятно позора» (1876) вскрывают социальные язвы австрийского общества.

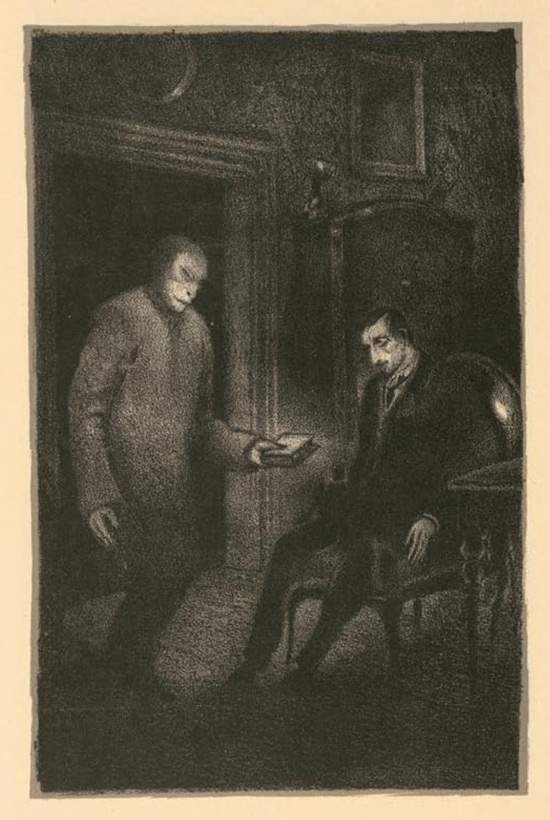
Иллюстрация 1916 года к роману Густава Майринка «Голем»

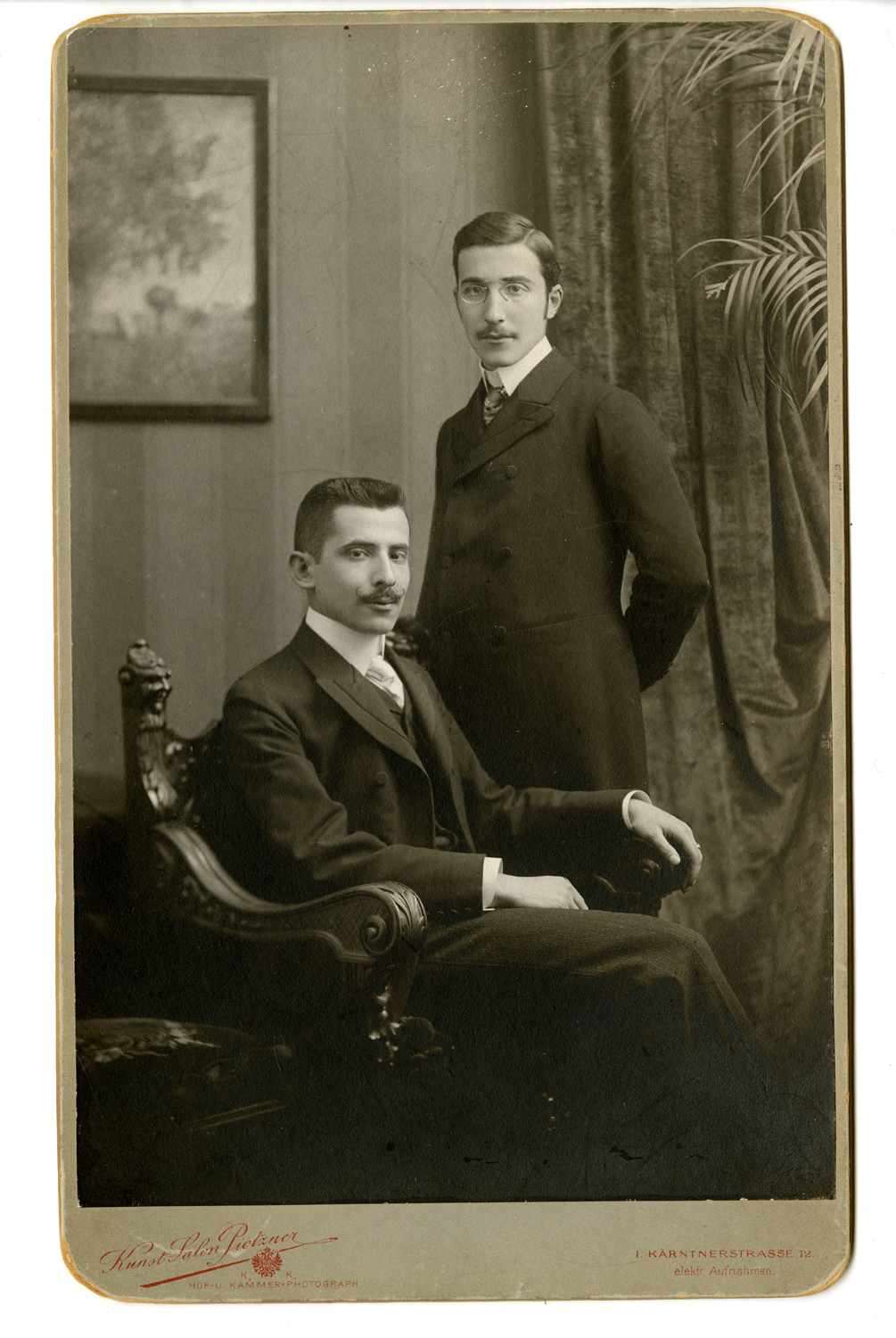
Стефан Цвейг (стоит) с братом Альфредом. Ок. 1900 г.

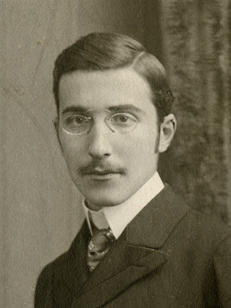
Стефан Цвейг в молодости

На литературу Австро-Венгрии на рубеже веков оказывают влияние многочисленные философские и идеологические течения — махизм, фрейдизм, неопозитивизм, сионизм, идеи Гуссерля, Каснера, Бубера. Герман Бар, сам начинавший как теоретик натурализма, в 1890-е годы в программной работе «Преодоление натурализма» провозглашает приход в литературу импрессионизма и неоромантизма и возглавляет школу писателей-модернистов, известную как «Молодая Вена». Представителями этой группы были Гуго фон Гофмансталь — драматург и поэт-символист, провозглашавший «чистое искусство» как убежище от уродства реального мира; импрессионист Артур Шницлер, в работах которого пессимизм и культ смерти сосуществуют с критикой буржуазной морали; и «миниатюрист» Петер Альтенберг. Ярчайшим поэтом австрийского модернизма стал Райнер Мария Рильке, чья поэзия проделала путь от импрессионизма («Часослов») к философскому символизму («Новые стихотворения»), а от него к стилю «новой вещности», для которого характерна конкретность изображения («Дуинезские элегии»).
Другим знаменитым автором этого периода стал мастер фантастического, пессимистичного гротеска Франц Кафка. Кафка был одним из ряда значительных писателей, представлявших в первом 20-летии нового века так называемый «Пражский остров». В их число входили также экспрессионисты Густав Майринк, Лео Перуц и Франц Верфель. Верфель в своих произведениях, как поэтических («Друг всего мира», «Мы существуем»), так и прозаических (романы «Не убийца, а убитый виновен», «Сорок дней Мусы Даг»), провозглашает тему любви к человеку как условия переустройства жестокого мира.
Антивоенная тематика в австрийской литературе, толчок к развитию которой дала Первая мировая война, представлена драмами Стефана Цвейга «Иеремия» (1917) и Карла Крауса «Последние дни человечества» (1919), романом Йозефа Рота «Марш Радецкого». Многочисленные произведения в период между двумя мировыми войнами посвящены последним годам существования Австро-Венгерской империи и её гибели; некоторые из них носят ностальгический характер, другие пронизаны едкой сатирой — образцом последних служит роман Роберта Музиля «Человек без свойств», в котором появляется уничижительное определение «Какания» (от нем. kaiserlich und königlich — «императорская и королевская», принятого обозначения двуединой Австро-Венгрии). Антифашистские ноты звучат в романе Элиаса Канетти «Ослепление» (1935) и романе Герминии Цурмюлен «Наши дочери-нацистки», написанном в том же году.

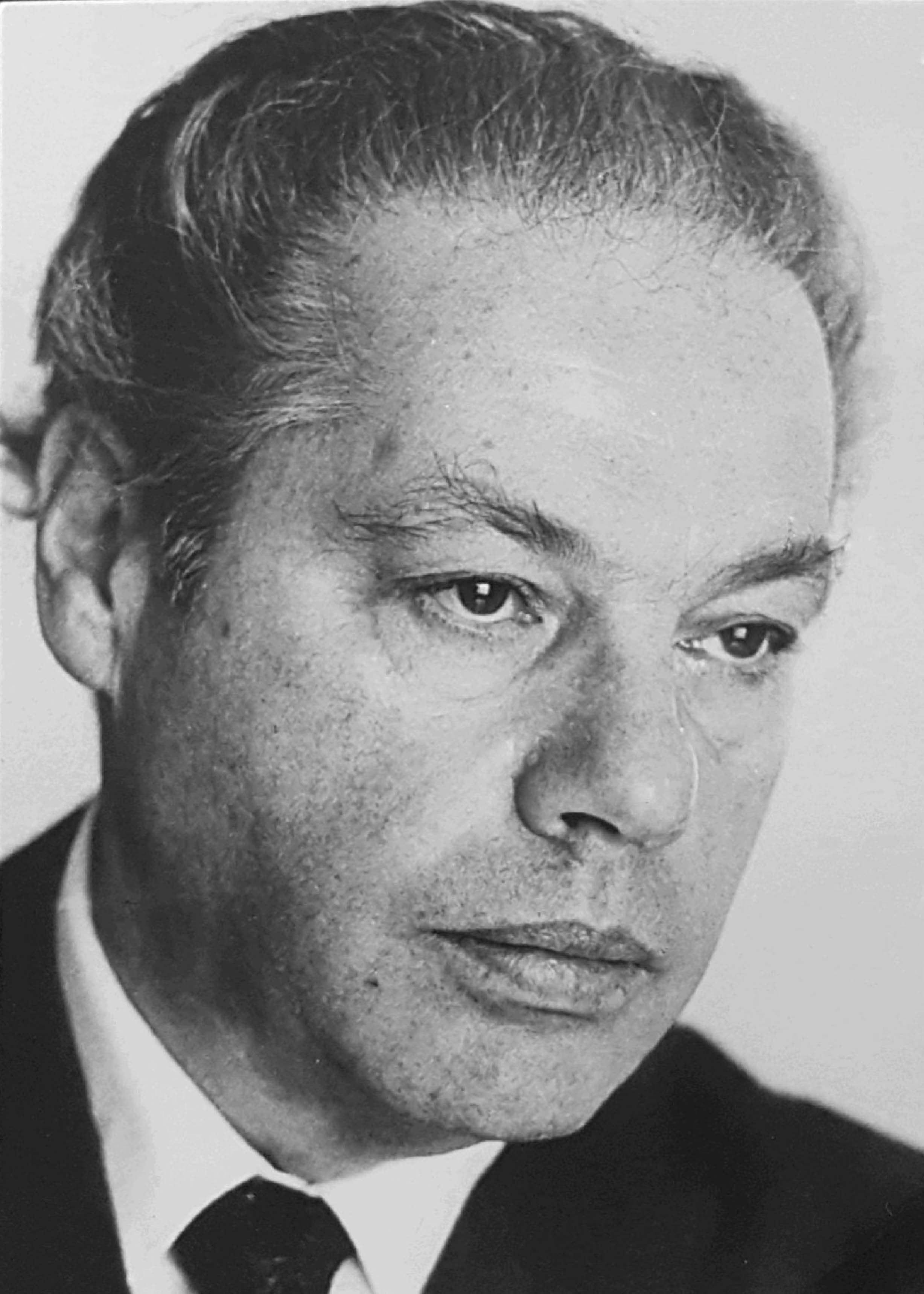
Фриц Хохвельдер

Аншлюс и годы нацистского режима оставили свой след в австрийской литературе, которая была в это время представлена либо развлекательными, либо ура-патриотическими жанрами. Многие ведущие писатели — Цвейг, Рот, Музиль, Верфель, Герман Брох — были вынуждены покинуть страну и продолжать работу за границей; первые четверо скончались, не успев вернуться на родину. Драматург Юра Зойфер погиб в концлагере. 
В послевоенные годы началось осмысление уроков диктатуры и войны в австрийской литературе: в 1947 году появился роман Герминии Цурмюлен «Когда пришел чужой», антифашистские повести «20 июля» и «Граф Луна» опубликовал драматург и прозаик Александр Лернет-Холения. Эту же тему исследовали произведения авторов старшего поколения — Ф. Т. Чокора, Хаймито фон Додерера, Мартины Вид. Антифашистские комедии составляли важную часть творчества Фрица Хохвельдера, известного также своими философско-историческими драмами. Центром, вокруг которого объединялись писатели-антифашисты, в эти годы служил журнал Plan, в котором, в частности, был впервые опубликован романист Ханс Леберт.
В литературе послевоенного поколения в Австрии заметны неоавангардистские выступления так называемой «венской группы» Ханса Карла Артмана и близких к ней представителей «конкретной поэзии». Бунт против общества потребления вызвал расцвет неоавангардизма на рубеже 1960-х и 1970-х годов, на смену которому пришло возвращение к традициям реализма и классической немецкой литературы. Среди авторов этого периода выделяются Томас Бернхард, Петер Хандке, Барбара Фришмут